# Joseph Maria Olbrich
Joseph Maria Olbrich, född 22 december 1867 i Troppau, död 8 augusti 1908 i Düsseldorf, var en österrikisk arkitekt.

## Biografi
Olbrich studerade till arkitekt i Wien för Karl von Hasenauer och arbetade 1894–1898 hos Otto Wagner. Han var 1897 med om att grunda Wiener Sezession tillsammans med Josef Hoffmann, Gustav Klimt, Koloman Moser med flera. År 1898 ritade han secessionisternas utställningsbyggnad i Wien. År 1899 utnämndes han till professor i Darmstadt. Efter en inbjudan samma år från storhertigen Ernst Ludwig av Hessen grundade han die Darmstädter Künstlerkolonie vid Mathildenhöhe i Darmstadt och han utformade flertalet av byggnaderna där.
Åren 1906–1907 utförde han huvudbyggnaden för Darmstadtutställningen med dess monumentala mittsal samt 1907-08 Düsseldorfer Baugesellschafts stora varuhus i nämnda stad. Till hans arbeten under de sista åren hör även den konstnärliga inredningen av ångbåten "Kronprinzessin Cecilie".
Olbrich var en av jugendepokens viktigaste arkitekter och huvudman i Darmstadtskolan. Han utgick i sina byggen och inredningsarbeten från det ändamålsenliga, från konstruktionen. Detta sammanhänger med den strömning de tillhör, med försöken att skapa en modern byggnads- och inredningskonst, grundad på naturliga och förnuftiga principer. Han var även verksam inom trädgårdskonsten och utgav därtill flera planschverk, Ideen von Olbrich (med text av Ludwig Hevesi, 1899), Architektur (1901–1911), Neue Gärten (1905) och Der Frauen Rosenhof (1907).

## Bilder

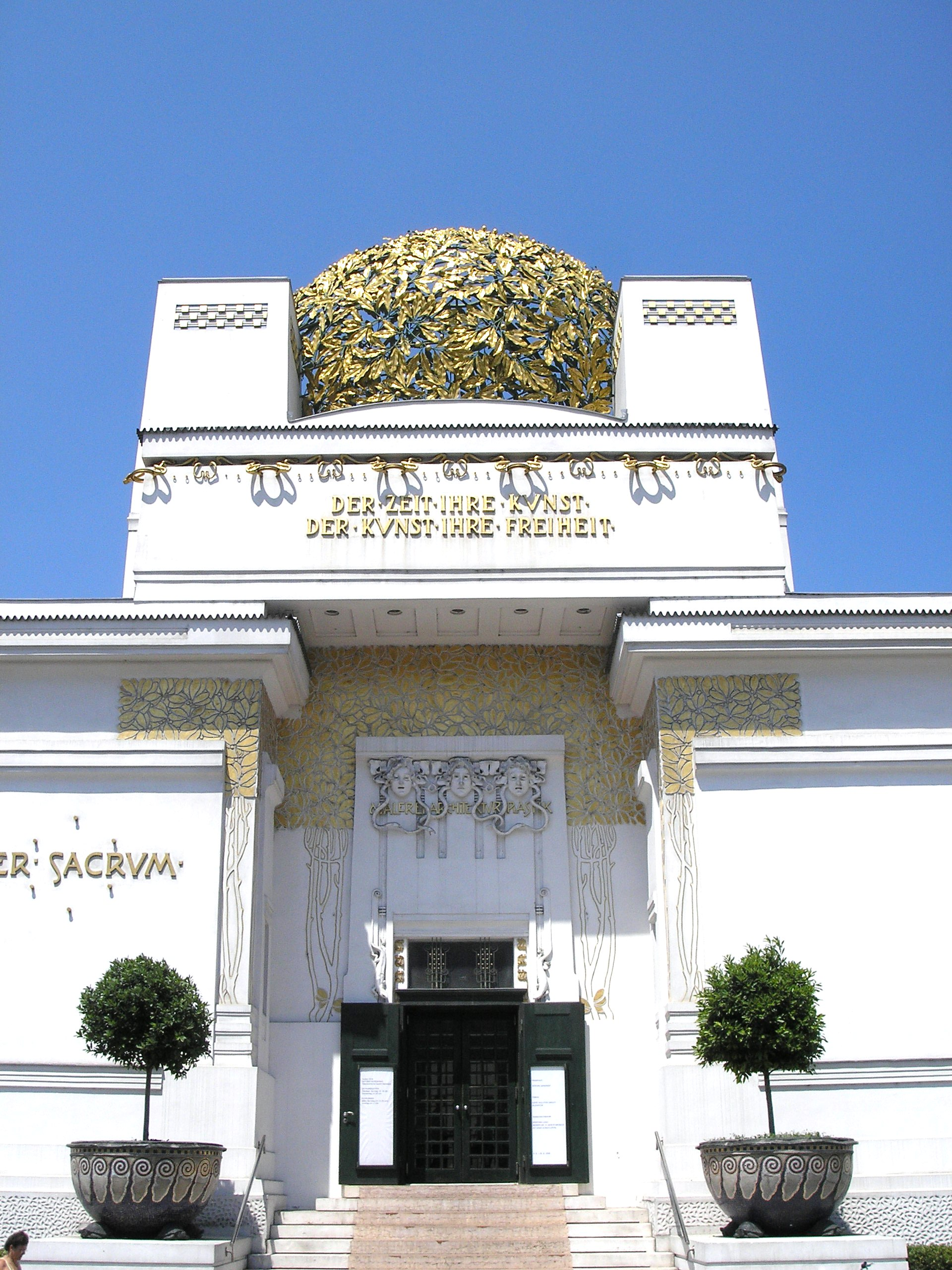
Secessionsbyggnaden i Wien.
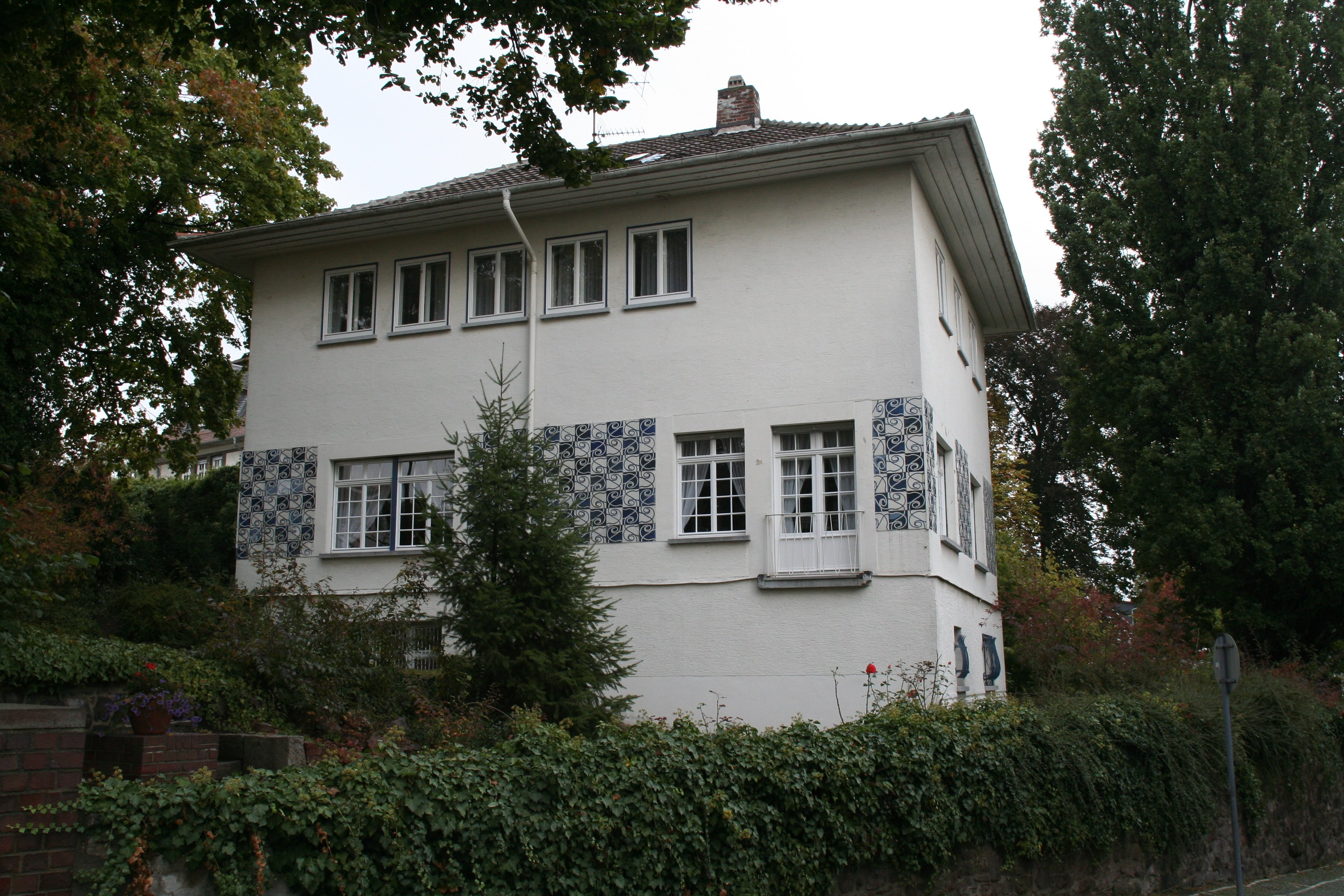
Haus Olbrich i Darmstadt.
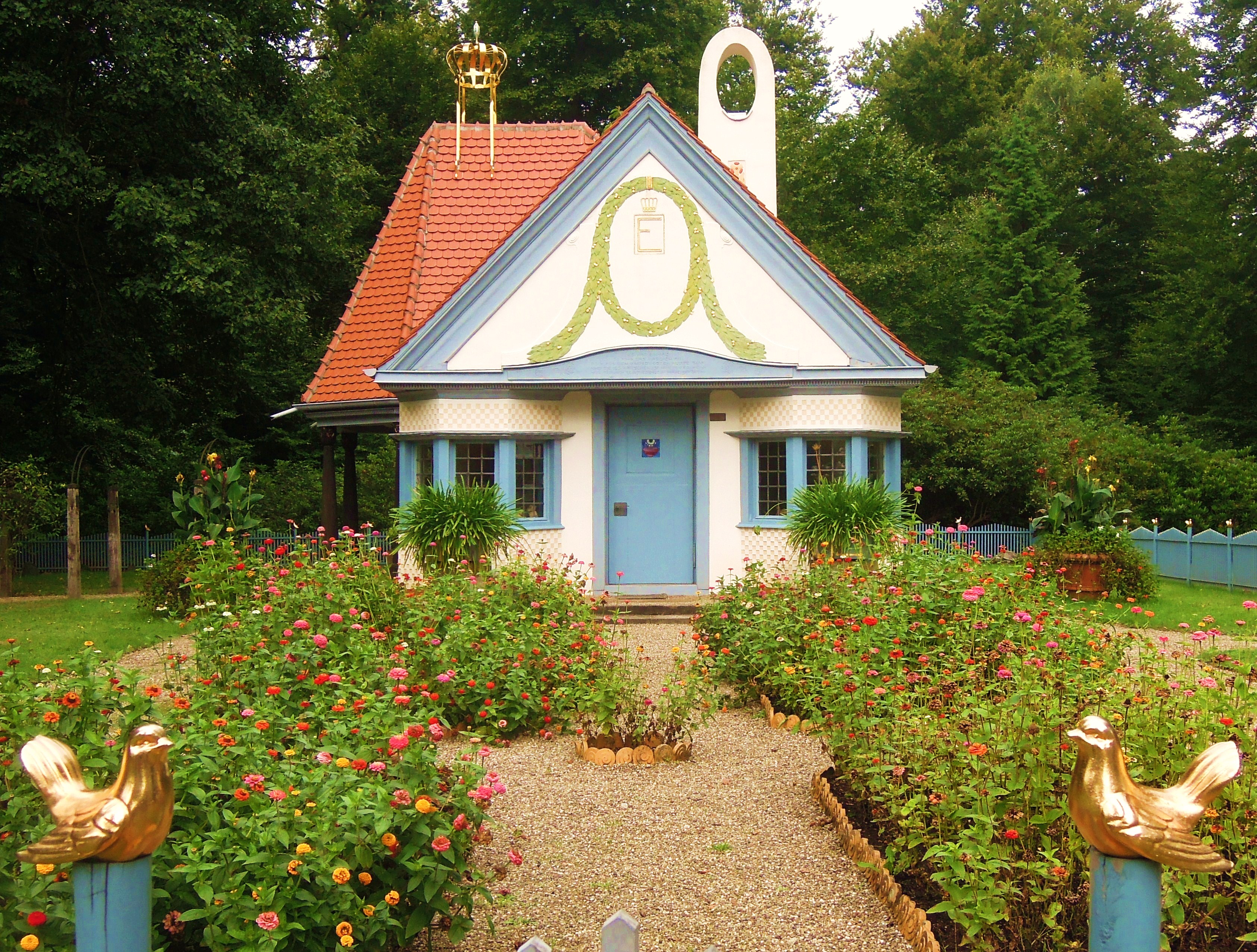
"Prinzessinenschloss" i Langen.